# Deelnemers UEFA-toernooien Montenegro
Onderstaande tabellen bevatten de deelnemers aan de UEFA-toernooien uit  Montenegro.

## Mannen
NB Klikken op de clubnaam geeft een link naar het Wikipedia-artikel over het betreffende toernooi in het betreffende seizoen.

* In het seizoen 1995/96 als deelnemer uit Joegoslavië
* Van 2003/04-2006/07 als deelnemer uit Servië-Montenegro.
| Seizoen   | Champions League       | UEFA Cup                                                             | Intertoto Cup                         |
| --------- | ---------------------- | -------------------------------------------------------------------- | ------------------------------------- |
| 1995/96 * |                        |                                                                      | Budućnost Podgorica                   |
| 2003/04 * |                        |                                                                      | Sutjeska Nikšić                       |
| 2005/06 * |                        | Zeta Golubovci                                                       | Budućnost Podgorica                   |
| 2006/07 * |                        |                                                                      | Zeta Golubovci                        |
| 2007/08   | Zeta Golubovci         | Budućnost Podgorica Rudar Plevlja                                    | Grbalj Radanovići                     |
| 2008/09   | Budućnost Podgorica    | Mogren Budva Zeta Golubovci                                          | Grbalj Radanovići                     |
| Seizoen   | Champions League       | Europa League                                                        |                                       |
| 2009/10   | Mogren Budva           | Budućnost Podgorica OFK Petrovac Sutjeska Nikšić                     |                                       |
| 2010/11   | Rudar Plevlja          | Budućnost Podgorica Mogren Budva Zeta Golubovci                      |                                       |
| 2011/12   | Mogren Budva           | Budućnost Podgorica Rudar Plevlja Zeta Golubovci                     |                                       |
| 2012/13   | Budućnost Podgorica    | FK Čelik Rudar Plevlja Zeta Golubovci                                |                                       |
| 2013/14   | Sutjeska Nikšić        | FK Čelik Mladost Podgorica Rudar Plevlja                             |                                       |
| 2014/15   | Sutjeska Nikšić        | Budućnost Podgorica FK Čelik Lovćen Cetinje                          |                                       |
| 2015/16   | Rudar Plevlja          | Budućnost Podgorica Mladost Podgorica Sutjeska Nikšić                |                                       |
| 2016/17   | Mladost Podgorica      | Bokelj Kotor Budućnost Podgorica Rudar Plevlja                       |                                       |
| 2017/18   | Budućnost Podgorica    | Mladost Podgorica Sutjeska Nikšić Zeta Golubovci                     |                                       |
| 2018/19   | Sutjeska Nikšić ->     | Sutjeska Nikšić Budućnost Podgorica Rudar Plevlja OFK Titograd       |                                       |
| 2019/20   | Sutjeska Nikšić ->     | Sutjeska Nikšić Budućnost Podgorica OFK Titograd Zeta Golubovci      |                                       |
| 2020/21   | Budućnost Podgorica -> | Budućnost Podgorica Iskra Danilovgrad Sutjeska Nikšić Zeta Golubovci |                                       |
| Seizoen   | Champions League       | Europa League                                                        | Europa Conference League              |
| 2021/22   | Budućnost Podgorica    | 0                                                                    | FK Dečić OFK Petrovac Sutjeska Nikšić |

### Deelnames
N.B. inclusief periode Joegoslavië en Servië-Montenegro
16x FK Budućnost Podgorica
10x FK Zeta Golubovci
10x FK Sutjeska Nikšić
08x FK Rudar Plevlja
06x OFK Titograd (inclusief FK Mladost Podgorica, 4x)
04x FK Mogren Budva
03x FK Čelik
02x FK Grbalj Radanovići
02x OFK Petrovac
01x FK Bokelj Kotor
01x FK Dečić
01x FK Iskra Danilovgrad
01x FK Lovćen Cetinje

## Vrouwen
NB Klikken op de clubnaam geeft een link naar het Wikipedia-artikel over het betreffende toernooi in het betreffende seizoen.
| Seizoen          | Women's Cup           |
| ---------------- | --------------------- |
| 2006/07- 2008/09 | geen deelname         |
| Seizoen          | Champions League      |
| 2009/10- 2011/12 | geen deelname         |
| 2012/13          | ŽFK Ekonomist Nikšić  |
| 2013/14          | ŽFK Ekonomist Nikšić  |
| 2014/15          | ŽFK Ekonomist Nikšić  |
| 2015/16          | ŽFK Ekonomist Nikšić  |
| 2016/17          | ŽFK Breznica Pljevlja |
| 2017/18          | ŽFK Breznica Pljevlja |
| 2018/19          | ŽFK Breznica Pljevlja |
| 2019/20          | ŽFK Breznica Pljevlja |
| 2020/21          | ŽFK Breznica Pljevlja |
| 2021/22          | ŽFK Breznica Pljevlja |

### Deelnames
06x ŽFK Breznica Pljevlja
04x ŽFK Ekonomist Nikšić
Albanië ·
Andorra ·
Armenië ·
Azerbeidzjan ·
België ·
Bosnië en Herzegovina ·
Bulgarije ·
Cyprus ·
Denemarken ·
Duitsland ·
Engeland ·
Estland ·
Faeröer ·
Finland ·
Frankrijk ·
Georgië ·
Gibraltar ·
Griekenland ·
Hongarije ·
Ierland ·
IJsland ·
Israël ·
Italië ·
Kazachstan ·
Kroatië ·
Kosovo ·
Letland ·
Liechtenstein ·
Litouwen ·
Luxemburg ·
Malta ·
Moldavië ·
Montenegro ·
Nederland ·
Noord-Ierland ·
Noord-Macedonië ·
Noorwegen ·
Oekraïne ·
Oostenrijk ·
Polen ·
Portugal ·
Roemenië ·
Rusland ·
San Marino ·
Schotland ·
Servië ·
Slovenië ·
Slowakije ·
Spanje ·
Tsjechië ·
Turkije ·
Wales ·
Wit-Rusland ·
Zweden ·
Zwitserland

Historie:
DDR ·
Joegoslavië ·
Saarland ·
Sovjet-Unie ·
Tsjecho-Slowakije